# Northwood University
Northwood University (NU) – amerykańska uczelnia prywatna z siedzibą w mieście Midland w stanie Michigan. Została założona w 1959 roku.